# Darázsölyvformák
A darázsölyvformák (Perninae) a madarak osztályának vágómadár-alakúak (Accipitriformes) rendjébe és a  vágómadárfélék (Accipitridae) családjába tartozó alcsalád.

## Rendszerezés
A családhoz az alábbi 6 nem és 16 faj tartozik:
- Eutriorchis
  - madagaszkári kígyászhéja (Eutriorchis astur) – 1 faj

- Chondrohierax – 2 faj
  - csigászhéja (Chondrohierax uncinatus)
  - kubai csigászhéja (Chondrohierax wilsonii)

- Leptodon  – 2 faj 
  - szürkefejű darázskánya (Leptodon cayanensis)
  - szalagos darázskánya (Leptodon forbesi)

- Elanoides – 1 faj
  - fecskefarkú kánya (Elanoides forficatus)

- Pernis  – 4 faj
  - darázsölyv (Pernis apivorus)
  - celebeszi darázsölyv (Pernis celebensis)
  - bóbitás darázsölyv (Pernis ptilorhynchus)
  - fülöp-szigeteki darázsölyv (Pernis steerei)

- Henicopernis – 2 faj
  - kormos darázsölyv (Henicopernis infuscatus)
  - pápua darázsölyv (Henicopernis longicauda)

- Hamirostra – 1 faj
  - feketemellű kányasas (Hamirostra melanosternon) – 1 faj

- Lophoictinia – 1 faj
  - kontyos kánya (Lophoictinia isura) – 1 faj

- Aviceda  – 5 faj
  - afrikai kakukkhéja (Aviceda cuculoides)
  - Jerdon-kakukkhéja (Aviceda jerdoni)
  - háromszínű kakukkhéja (Aviceda leuphotes)
  - madagaszkári kakukkhéja (Aviceda madagascariensis)
  - búbos baza (Aviceda subcristata)

## Képek

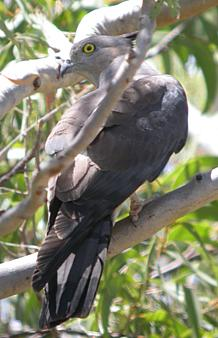
Búbos baza (Aviceda subcristata)
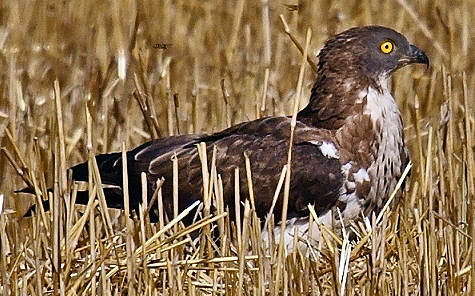
Darázsölyv (Pernis apivorus)
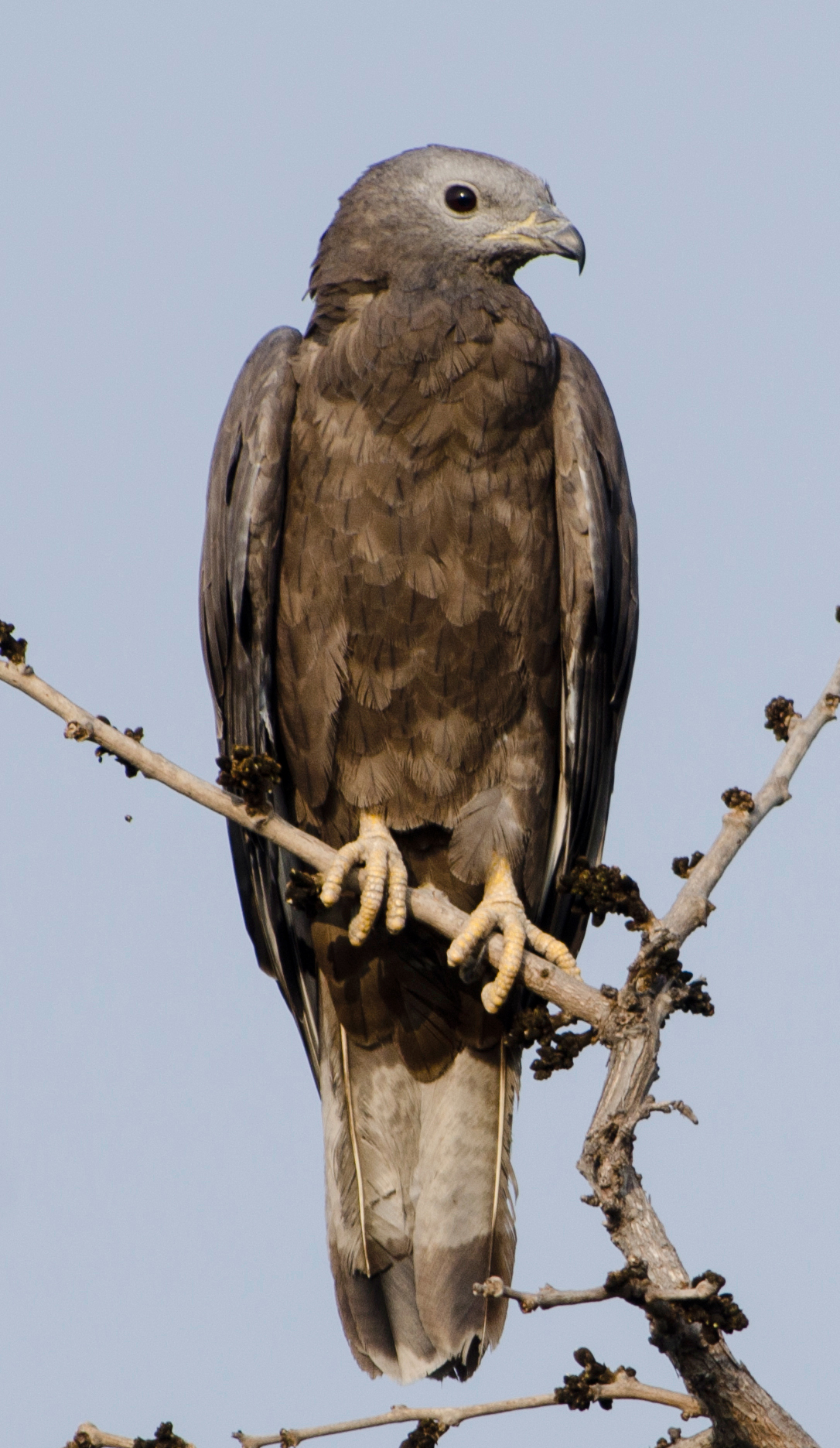
Bóbitás darázsölyv (Pernis ptilorhynchus)
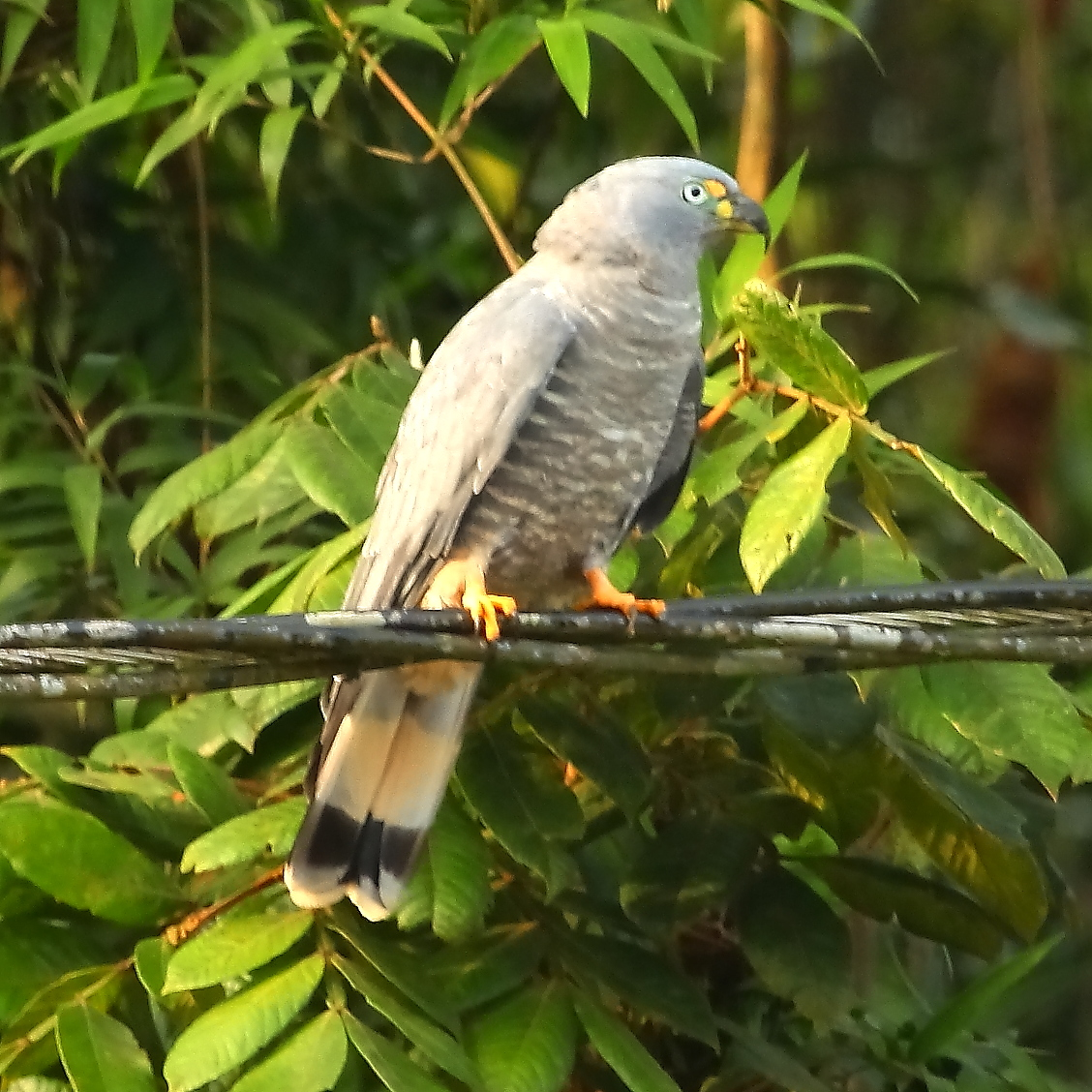
Csigászhéja (Chondrohierax uncinatus)